# Gayle Cook
Gayle Cook (Evansville, 1 de março de 1934 – 17 de agosto de 2025) foi uma executiva americana. Ela foi a co-fundadora (com seu marido) do fabricante de equipamentos médicos Cook Group em 1963.

## Início da vida
Gayle Karch Cook formou-se na Indiana University em 1956 com um diploma de bacharel em belas artes. Ela era membro da Phi Beta Kappa.

## Carreira
Em 1963, ela foi co-fundadora do Cook Group, fabricante de equipamentos médicos, com seu marido. Desde 2013, ela ainda atuou no Conselho de Administração da empresa.
De acordo com a Forbes, ela tinha um patrimônio líquido de US$ 5,800 milhões em 2014, um aumento em relação a US$ 5,200 milhões em 2013, que a colocou em #85 na Forbes 400 para o ano.

## Preservação histórica
Ela restaurou muitos edifícios históricos. Por exemplo, ela restaurou a Casa do Coronel William Jones em Gentryville (listada no Registro Nacional de Lugares Históricos, a Fazenda Cedar em Lacônia, o Hotel Graham e a Casa James Cochran em Bloomington (esta última no Registro Nacional de Locais Históricos anúncios em Monroe County, Indiana), o French Lick Resort em French Lick Springs, e o West Baden Springs Hotel em West Baden Springs.
Ela é co-autora de dois livros sobre preservação histórica. Ela também é membro da Fundação de Marcos Históricos de Indiana e membro da The Nature Conservancy. Além disso, ela foi co-fundadora do Monroe County Historical Society Museum.

## Filantropia
Ela fez contribuições de caridade para sua alma mater, a Indiana University, e atua no Conselho de Curadores da Indiana University Foundation.Ela recebeu o Prêmio Gertrude Rich em 1983 e um Doutor honorário em Letras Humanas em 1993, ambos pela Universidade de Indiana.

## Vida pessoal
Ela era casada com William Cook, que morreu em 2011. Eles tiveram um filho, Carl Cook.
Cook morreu no dia 17 de agosto de 2025, aos 91 anos.